# Callum Styles
Callum Styles (ur. 27 marca 2000 w Bury w hrabstwie Wielki Manchester) – węgierski piłkarz angielskiego pochodzenia, występujący na pozycji pomocnika w angielskim klubie Barnsley oraz w reprezentacji Węgier.

## Kariera

### Kariera klubowa
Styles był juniorem Burnley F.C., jednak nie został wcielony do pierwszej drużyny i w 2016 roku opuścił klub. Następnie podpisał kontrakt z Bury F.C.. W League One zadebiutował 8 maja 2016 roku w wygranym 3:2 spotkaniu przeciwko Southend United, zmieniając Anthony'ego Dudleya. Ze względu na nieprawidłowości przy zarejestrowaniu Stylesa, Bury utraciło później trzy punkty za zwycięstwo w tym spotkaniu.
21 lutego 2017 roku Styles podpisał profesjonalny kontrakt z Bury F.C., związując się z klubem dwuipółroczną umową. W sezonie 2017/2018 jego klub spadł z ligi.
W sierpniu 2018 roku Styles podpisał czteroletni kontrakt z Barnsley F.C., po czym został natychmiastowo wypożyczony do Bury do końca roku. Po powrocie do Barnsley awansował w 2020 roku do Championship. 1 września 2022 roku Styles przedłużył kontakt z Barnsley do 2025 roku, jednocześnie został wypożyczony do Millwall F.C. do końca sezonu 2022/2023.

### Kariera reprezentacyjna
Był uprawniony do reprezentowania Anglii, a także – poprzez narodowość dziadków – Ukrainy i Węgier. 14 marca 2022 roku otrzymał powołanie do reprezentacji Węgier. W węgierskiej reprezentacji zadebiutował 24 marca 2022 roku w przegranym 0:1 towarzyskim meczu z Serbią.

## Statystyki ligowe
| Sezon         | Klub          | Liga         | Mecze | Gole |
| ------------- | ------------- | ------------ | ----- | ---- |
| 2015/2016     | Bury F.C.     | League One   | 1     | 0    |
| 2016/2017     | Bury F.C.     | League One   | 13    | 0    |
| 2017/2018     | Bury F.C.     | League One   | 11    | 0    |
| 2018/2019 (j) | Bury F.C.     | League Two   | 15    | 0    |
| 2018/2019 (w) | Barnsley F.C. | League One   | 7     | 0    |
| 2019/2020     | Barnsley F.C. | League One   | 17    | 1    |
| 2020/2021     | Barnsley F.C. | Championship | 42    | 4    |
| 2021/2022     | Barnsley F.C. | Championship | 44    | 4    |
| 2022/2023 (j) | Barnsley F.C. | League One   | 6     | 1    |
| 2022/2023     | Millwall F.C. | Championship | 22    | 1    |